# Eleições estaduais em Sergipe em 2010
As eleições estaduais em Sergipe em 2010 ocorreram em 3 de outubro como parte das eleições em 26 estados e no Distrito Federal. Foram eleitos o governador Marcelo Déda, o vice-governador Jackson Barreto, os senadores Eduardo Amorim e Antônio Carlos Valadares, além de oito deputados federais e vinte e quatro deputados estaduais numa contenda decidida em primeiro turno. Segundo a Constituição, o governador teria um mandato de quatro anos a começar em 1º de janeiro de 2011.

## Resultado da eleição para governador
Conforme dados do Tribunal Superior Eleitoral.
| Candidatos a governador do estado | Candidatos a vice-governador     | Número | Coligação                                                                                     | Votação | Percentual |
| --------------------------------- | -------------------------------- | ------ | --------------------------------------------------------------------------------------------- | ------- | ---------- |
| Marcelo Déda PT                   | Jackson Barreto PMDB             | 13     | Para Sergipe Continuar Seguindo em Frente (PT, PMDB, PDT, PSB, PRB, PR, PCdoB, PSC, PSL, PTC) | 537.233 | 52,08%     |
| João Alves Filho DEM              | Nilson Lima PPS                  | 25     | Em Nome do Povo (DEM, PPS, PSDB, PP, PV, PHS, PMN, PTN)                                       | 466.219 | 45,19%     |
| Arivaldo José PSDC                | Adelson Alves PSDC               | 27     | PSDC (sem coligação)                                                                          | 9.199   | 0,89%      |
| Vera Lúcia Salgado PSTU           | Dalton Francisco dos Santos PSTU | 16     | PSTU (sem coligação)                                                                          | 8.567   | 0,83%      |
| Avilete Silva Cruz PSOL           | Roque Bonfim PSOL                | 50     | PSOL (sem coligação)                                                                          | 4.330   | 0,42%      |
| Leonardo Dias PCB                 | Euton Dantas PCB                 | 21     | PCB (sem coligação)                                                                           | 4.247   | 0,41%      |
| Francisco Henrique PRTB           | Cloves Lapada PRTB               | 28     | PRTB (sem coligação)                                                                          | 1.796   | 0,17%      |

## Resultado da eleição para senador
Conforme dados do Tribunal Superior Eleitoral.
| Candidatos a senador da República | Candidatos a suplente de senador                              | Número | Coligação                                                                                     | Votação | Percentual |
| --------------------------------- | ------------------------------------------------------------- | ------ | --------------------------------------------------------------------------------------------- | ------- | ---------- |
| Eduardo Amorim PSC                | Laurinho da Bomfim PR Kaká Andrade PDT                        | 200    | Para Sergipe Continuar Seguindo em Frente (PT, PMDB, PDT, PSB, PRB, PR, PCdoB, PSC, PSL, PTC) | 625.959 | 33,65%     |
| Antônio Carlos Valadares PSB      | José Eduardo Dutra PT Elber Batalha PSB                       | 404    | Para Sergipe Continuar Seguindo em Frente (PT, PMDB, PDT, PSB, PRB, PR, PCdoB, PSC, PSL, PTC) | 476.549 | 25,62%     |
| Albano Franco PSDB                | Adierson Monteiro PSDB George Hamilton PSDB                   | 456    | PSDB (sem coligação)                                                                          | 340.259 | 18,29%     |
| José Carlos Machado DEM           | Max Andrade DEM Eurico de Souza Filho DEM                     | 250    | DEM (sem coligação)                                                                           | 260.158 | 13,99%     |
| Emanuel Cacho PPS                 | Marcos Andrade PPS Eliezer Ribeiro PPS                        | 231    | PPS (sem coligação)                                                                           | 66.725  | 3,59%      |
| Antônio Leite PV                  | Joran Leite PV Sandro Márcio de Jesus PV                      | 432    | PV (sem coligação)                                                                            | 27.553  | 1,48%      |
| Paulinho da União Tur PRTB        | Estelita Batista PRTB Elizeu Vieira dos Santos PRTB           | 280    | PRTB (sem coligação)                                                                          | 24.370  | 1,31%      |
| Atamiro Cordeiro PSOL             | Josemir da Fonseca Hora PSOL Jodeci Azevedo Filho PSOL        | 500    | PSOL (sem coligação)                                                                          | 12.832  | 0,69%      |
| Professor Lula PCB                | Braz Paulo dos Santos PCB Cezar Ramos PCB                     | 211    | PCB (sem coligação)                                                                           | 7.394   | 0,40%      |
| João Augusto Nascimento PSDC      | Maria José da Silva PSDC José Félix dos Santos PSDC           | 270    | PSDC (sem coligação)                                                                          | 6.819   | 0,37%      |
| Edivaldo Soares Leandro PSTU      | José de Assis Filho PSTU José Eduardo Bastos PSTU             | 162    | PSTU (sem coligação)                                                                          | 4.445   | 0,24%      |
| Maria de Lourdes dos Anjos PSTU   | Fátima Vasconcelos da Silva PSTU Airton Cardoso da Silva PSTU | 161    | PSTU (sem coligação)                                                                          | 3.901   | 0,21%      |
| Liberato Ferreira Antão PRTB      | Cláudio Santos PRTB Heraldo Antão PRTB                        | 284    | PRTB (sem coligação)                                                                          | 3.286   | 0,18%      |
| José Antônio Marques PCB          | Marcelo Dentinho PCB Rubens Freire dos Santos PCB             | 212    | PCB (sem coligação)                                                                           | zero    | zero       |

## Deputados federais eleitos
São relacionados os candidatos eleitos com informações complementares da Câmara dos Deputados.

Representação eleita
  PT: 2
  PSB: 1
  DEM: 1
  PSC: 1
  PR: 1
  PMDB: 1
  PRB: 1

| Número | Deputados federais eleitos | Partido | Votação | Percentual | Cidade onde nasceu      | Unidade federativa |
| 1311   | Rogério Carvalho           | PT      | 116.417 | 11,31%     | Aracaju                 | Sergipe            |
| 4040   | Valadares Filho            | PSB     | 95.680  | 10,49%     | Aracaju                 | Sergipe            |
| 2510   | Mendonça Prado             | DEM     | 89.641  | 9,83%      | Aracaju                 | Sergipe            |
| 2000   | André Moura                | PSC     | 83.641  | 9,17%      | Salvador                | Bahia              |
| 2222   | Laercio Oliveira           | PR      | 79.514  | 8,72%      | Recife                  | Pernambuco         |
| 1515   | Almeida Lima               | PMDB    | 75.082  | 8,23%      | Santa Rosa de Lima      | Sergipe            |
| 1010   | Pastor Heleno              | PRB     | 61.598  | 6,75%      | Monte Alegre de Sergipe | Sergipe            |
| 1313   | Márcio Macedo              | PT      | 58.782  | 6,44%      | Esplanada               | Bahia              |

## Deputados estaduais eleitos
Foram eleitos vinte e quatro (24) deputados estaduais no estado.

Representação eleita
  PT: 4
  PSC: 4
  DEM: 3
  PSB: 2
  PSL: 2
  PDT: 2
  PMDB: 2
  PSDB: 1
  PP: 1
  PTdoB: 1
  PV: 1
  PTC: 1

Fonteː
| Número | Deputados estaduais eleitos | Partido | Votos  | Percentual | Cidade onde nasceu    | Unidade federativa |
| 40123  | Adelson Barreto             | PSB     | 61.598 | 5,79%      | Aracaju               | Sergipe            |
| 17123  | Capitão Samuel              | PSL     | 43.370 | 4,08%      | Malhador              | Sergipe            |
| 12250  | Jeferson Andrade            | PDT     | 33.726 | 3,17%      | Aracaju               | Sergipe            |
| 40111  | Maria Mendonça              | PSB     | 32.937 | 3,10%      | Itabaiana             | Sergipe            |
| 45123  | Luiz Mitidieri              | PSDB    | 30.296 | 2,85%      | Boquim                | Sergipe            |
| 13000  | João Daniel                 | PT      | 29.936 | 2,81%      | São Lourenço do Oeste | Santa Catarina     |
| 20200  | Susana Azevedo              | PSC     | 29.925 | 2,81%      | Aracaju               | Sergipe            |
| 11111  | Venâncio Fonseca            | PP      | 27.796 | 2,61%      | Boquim                | Sergipe            |
| 13600  | Conceição Vieira            | PT      | 27.378 | 2,57%      | Aracaju               | Sergipe            |
| 15000  | Garibalde Mendonça          | PMDB    | 26.074 | 2,45%      | Aracaju               | Sergipe            |
| 20123  | Dra. Angélica Guimarães     | PSC     | 25.797 | 2,43%      | Japoatã               | Sergipe            |
| 12345  | Zé Franco                   | PDT     | 25.424 | 2,39%      | Aracaju               | Sergipe            |
| 25555  | Augusto Bezerra             | DEM     | 24.641 | 2,32%      | Aracaju               | Sergipe            |
| 20456  | Zeca                        | PSC     | 23.842 | 2,24%      | Aracaju               | Sergipe            |
| 25000  | Arnaldo Bispo               | DEM     | 23.736 | 2,23%      | Itabaiana             | Sergipe            |
| 25333  | Goretti Reis                | DEM     | 23.157 | 2,18%      | Lagarto               | Sergipe            |
| 70555  | Paulinho da Varzinhas Filho | PTdoB   | 23.054 | 2,17%      | Aracaju               | Sergipe            |
| 15555  | Zezinho Guimarães           | PMDB    | 22.499 | 2,12%      | Aracaju               | Sergipe            |
| 13300  | Francisco Gualberto         | PT      | 22.220 | 2,09%      | São Cristóvão         | Sergipe            |
| 20123  | Pastor Antônio              | PSC     | 21.308 | 2,00%      | Japaratuba            | Sergipe            |
| 13900  | Prof. Ana Lúcia             | PT      | 20.000 | 1,88%      | Aracaju               | Sergipe            |
| 43123  | Gustinho Ribeiro            | PV      | 15.654 | 1,47%      | Aracaju               | Sergipe            |
| 36123  | Dr. Gilson Andrade          | PTC     | 15.395 | 1,45%      | Itabaiana             | Sergipe            |
| 17000  | Mundinho da Comase          | PSL     | 13.821 | 1,30%      | Itabaianinha          | Sergipe            |

Obs.: A tabela acima mostra somente os candidatos eleitos.